# هوهانس بارسقیان (وزنه‌بردار)
هُوْهانِس بارسقیان (ارمنی: Հովհաննէս Բարսէղյան زاده ۱۱ فوریه ۱۹۷۰ در گیومری) یک وزنه‌بردار اهل ارمنستان است که در وزن ۷۶ کیلوگرم مردان در بازی‌های المپیک تابستانی ۲۰۱۶ به رقابت پرداخت. وی در مسابقات قهرمانی وزنه‌برداری اروپا در مجموع برندهٔ ۱ مدال نقره شده‌است.

## نتایج مهم
| سال            | مکان                  | وزن            | یک ضرب (کیلوگرم) | یک ضرب (کیلوگرم) | یک ضرب (کیلوگرم) | یک ضرب (کیلوگرم) | یک ضرب (کیلوگرم) | دوضرب (کیلوگرم) | دوضرب (کیلوگرم) | دوضرب (کیلوگرم) | دوضرب (کیلوگرم) | دوضرب (کیلوگرم) | مجموع          | رتبه           |
| سال            | مکان                  | وزن            | ۱                | ۲                | ۳                | نتیجه            | رتبه             | ۱               | ۲               | ۳               | نتیجه           | رتبه            | مجموع          | رتبه           |
| بازی‌های المپیک | بازی‌های المپیک        | بازی‌های المپیک | بازی‌های المپیک   | بازی‌های المپیک   | بازی‌های المپیک   | بازی‌های المپیک   | بازی‌های المپیک   | بازی‌های المپیک  | بازی‌های المپیک  | بازی‌های المپیک  | بازی‌های المپیک  | بازی‌های المپیک  | بازی‌های المپیک | بازی‌های المپیک |
| -------------- | --------------------- | -------------- | ---------------- | ---------------- | ---------------- | ---------------- | ---------------- | --------------- | --------------- | --------------- | --------------- | --------------- | -------------- | -------------- |
| ۱۹۹۶           | آتلانتا، ایالات متحده | کیلوگرم        | ۱۵۵              | ۱۶۰              | ۱۶۰              | ۱۵۵              | ۱۱               | ۱۹۰             | ۱۹۵             | ۱۹۵             | ۱۹۰             | ۶               | ۳۴۵            | ۸              |
| قهرمانی ارو\ا  |                       |                |                  |                  |                  |                  |                  |                 |                 |                 |                 |                 |                |                |
| ۱۹۹۵           | ورشو، لهستان          | ۷۶ کیلوگرم     |                  |                  |                  | '                | -                |                 |                 |                 | '               | -               | ۳۵۰            | 3              |